# Agrilus nigerrimus
Agrilus nigerrimus es una especie de insecto del género Agrilus, familia Buprestidae, orden Coleoptera.
Fue descrita científicamente por Deyrolle, en 1864.